# Per Ragnar
Per-Erik Ragnar (født 29. maj 1941 i Kalmar) er en svensk skuespiller, instruktør og forfatter. Han blev uddannet på Dramatens elevskola fra 1962 til 1965, og året efter fik han et job som instruktørassistent for Ingmar Bergman og hans opsætning af et Peter Weiss-stykke.
På tv og film er han nok mest kendt for sine roller som Sten Frisk i Tre kronor, Ragnar Laudal i Beck og Håkan i filmen Lad den rette komme ind (2008). Han har også skrevet en række bøger og har holdt mange offentlige foredrag og oplæsninger.

## Privatliv
Per Ragnar var gift med Veronica Tigerhjärta fra 2000 til 2014. Han er far til en datter, som er født i 2001.

## Udvalgt filmografi
- Stuegang (1968)
- En drøm om frihed (1969)
- Chez Nous (1978)
- Tre kronor (tv-serie, 1994-1999)
- Den sidste kontrakt (1998)
- Kuropholdet (1999)
- Skærgårdsdoktoren (tv-serie, 2000)
- Beck (tv-serie, 2006)
- Lad den rette komme ind (2008)
- Kenny begins (2009)
- Psalm 21 (2009)
- Vores venners liv (tv-serie, 2010)
- Maria Wern (tv-serie, 2011)
- Røde ulv (2012)
- Faust 2.0 (2014)
- Modus (tv-serie, 2015)
- Springfloden (tv-serie, 2016)
- Advokaten (tv-serie, 2018)
- X&Y (2018)
- Operation Ragnarök (2018)
- Fartblind (tv-serie, 2022)
- Familien Andersson (tv-serie, 2024)
- Whiskey on the Rocks (tv-serie, 2024)